# День работника автомобильного и городского пассажирского транспорта
«День работника автомобильного и городского пассажирского транспорта» — профессиональный праздник работников автомобильного и городского пассажирского транспорта, который отмечается в Российской Федерации ежегодно в последнее воскресенье октября.
История этого профессионального праздника начинается с Указа Президиума Верховного Совета СССР от 15 января 1976 г. № 2847-IX об установлении ежегодного праздника «Дня работников автомобильного транспорта» и подтверждён 1 октября 1980 года когда Президиум Верховного Совета Союза Советских Социалистических Республик издал Указ № 3018-Х «О праздничных и памятных днях», который, в числе прочего, предписывал учредить в СССР в последнее воскресенье октября «День работников автомобильного транспорта». 1 ноября 1988 года ВС СССР издал ещё один Указ № 9724-XI «О внесении изменений в законодательство СССР о праздничных и памятных днях», однако внесённые изменения никак не коснулись данного праздника.
В то время, являясь административными единицами СССР, все Советские Социалистические Республики отмечали «День работников автомобильного транспорта» вместе, но после перестройки и распада Советского Союза ситуация изменилась. Обретя независимость, некоторые республики перенесли этот праздник на другой день, некоторые изменили его название, а некоторые и вовсе его упразднили. Однако, существуют и такие страны, где праздник по-прежнему существует. Так «День работников автомобильного транспорта» в последнее воскресенье октября, вместе с Российской Федерацией, отмечают также Казахстан, Белоруссия и Украина. Есть только одно отличие: в этих постсоветских республиках, «День работников автомобильного транспорта» отмечается одновременно с «Днём дорожника», а в России, согласно Указу второго Президента РФ Владимира Владимировича Путина «О Дне работников дорожного хозяйства» № 556 от 23 марта 2000 года «День дорожника» был перенесён на третье воскресенье октября. Ранее, с 1996 года, «День работников автомобильного транспорта и дорожного хозяйства» отмечался в РФ на основании Указа Президента РФ № 1435 от 14 октября 1996 года «Об установлении Дня работников автомобильного транспорта и дорожного хозяйства» 27
октября).
Указом Президента Российской Федерации «О Дне работника автомобильного и городского пассажирского транспорта» от 25 июня 2012 года № 897 признан утратившим силу Указ Президента РФ от 23 марта 2000 г. № 1435 «Об установлении Дня работников автомобильного транспорта» и пункт 2 Указа Президента РФ от 23 марта 2000 г. № 556 «О Дне работников дорожного хозяйства».
В России существует ещё один родственный праздник — День военного автомобилиста, который отмечается ежегодно 29 мая.